# توین اوکس کامیونیتی (ویرجینیا)

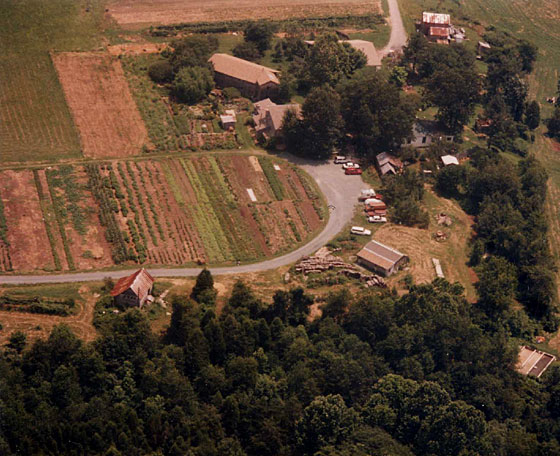
منظره هوایی ورودی اصلی توین اوکس (بلوط دوقلو) و باغ جمعی

توین اوکس کامیونیتی، ویرجینیا (انگلیسی: Twin Oaks Community, Virginia)اجتماع توین اوکس (بلوط دوقلو) یک روستای زیست‌محیطی است و عضو فدراسیون جوامع انسانی می‌باشدکه در یک جمع۱۰۰ نفره در محیطی به وسعت ۱٫۸کیلومتر زندگی می‌کنند، در سال ۱۹۶۷بنیاد گذاشته شد [ یکی از بزرگ‌ترین جوامع سکولار در آمریکای شمالی محسوب می‌شوند. جمعیت شهر شامل ۱۰۰ بزرگسال و ۱۷ کودک است.